# Happurg
Happurg è un comune tedesco di 3 679 abitanti, situato nel land della Baviera.